# 마르첼로 브로조비치
마르첼로 브로조비치(크로아티아어: Marcelo Brozović, 1992년 11월 16일~)는 크로아티아의 축구 선수로, 포지션은 미드필더이다. 현재 사우디 프로페셔널리그의 알나스르 소속이다.

## 클럽 경력
2012년 8월에 브로조비치는 GNK 디나모 자그레브와 7년 계약을 맺었다.
그리고 3년 뒤인 2015년 1월 26일, 2년 임대 후 의무 이적이란 조건으로 이탈리아의 FC 인테르나치오날레 밀라노로 이적했다.
2023년 7월 3일, 18m에 사우디 프로페셔널리그의 알나스르로 이적했다.

## 국가대표 경력
크로아티아 대표팀의 중요한 미드필더이다. 2018년 월드컵 준우승, 2022년 월드컵 3위, 2023년 네이션스리그 준우승에 중추적인 역할을 수행하였다.

## 여담
2010년 1월에, 브로조비치는 "$agud - Car"이라는 곡에 참여를 하였다. 그의 목소리가 곡의 인트로로 사용되었다.

## 수상

#### 디나모 자그레브
- 프르바 HNL : 2012-13, 2013-14
- 크로아티안 풋볼 슈퍼컵 : 2013

#### 인테르나치오날레
- 세리에 A : 2020-21
- 코파 이탈리아 : 2021-22, 2022-23
- 수페르코파 이탈리아나 : 2021, 2022
- UEFA 유로파리그 : 준우승 (2019-20)
- UEFA 챔피언스리그 : 준우승 (2022-23)

#### 알나스르
- 아랍 클럽 챔피언스컵 : 2023

#### 크로아티아
- FIFA 월드컵 : 준우승 (2018)[4], 3위 (2022)
- UEFA 네이션스리그 : 준우승 (2022-23)

### 개인
- 세리에 A 올해의 팀[5] : 2021-22
- 세리에 A 최우수 미드필더[6] : 2021-22
- 세리에 A 이 달의 선수 : 22년 4월
- UEFA 유로파리그 대회 베스트[7] : 2019-20
- UEFA 네이션스리그 파이널 MoM : 2023
- UEFA 올해의 선수 후보 : 2022-23
- FIFA 올해의 선수 후보 : 2023
- 브라니미르 공작 훈장[8] : 2018